# Bahnhof Flughafen BER
Bahnhof Flughafen BER  egy átmenő repülőtéri vasútállomás Németországban, Berlinben. Az állomáson egyaránt megállnak a távolsági IC-, a regionális- és az S-Bahn vonatok. Utasforgalma alapján a német vasútállomáskategória második osztályába tartozik. 2011. október 30-án nyílt meg.

## Története
Az állomás építése 2007-ben kezdődött, és az alagutak építése 2009. június 25-én fejeződtek be. Az állomást 2010. március 30-án adták át a Deutsche Bahnnak, és 2011. június 7.-ig villamosították. 285 millió eurós fix árat vállaltak a közbeszerzők, bár a tényleges építési költség jóval ez alatt maradt. Amíg maga a repülőtér nem üzemelt, addig üres vonatok közlekedtek az alagutakon keresztül, hogy páramentesítsék az alagutat. A DB végül beperelte a repülőteret a kihasználatlan állomás miatti károkért. Az állomást 2020. október 26-án, néhány nappal a repülőtér megnyitása előtt adták át a menetrendszerű utasforgalomnak.
Az állomást a berlini S-Bahn, Regional-Express és InterCity járatok szolgálják ki. Az állomás közvetlenül a repülőtéri terminál alatt fekszik, és hat peronja van. Ezek közül kettő az S-Bahn S45 és S9 vonalak végállomása. A repülőteret a berlini főpályaudvarral az RE 9 Airport Express (FEX) köti össze, 29 perces menetidővel, ezen kívül vannak valamivel lassabb regionális és elővárosi járatok is. A Berlin-Drezda-vasútvonal korszerűsítései valamikor a 2020-as évek második felében gyorsabb és gyakoribb RE és IC járatokat tesz majd lehetővé a jövőben.
Az 5. terminál bezárása miatt az állomást 2023 decemberében átnevezték Flughafen BER pályaudvarra, tükrözve, hogy mostantól ez az egyetlen állomás, amely a repülőteret kiszolgálja.

## Vasútvonalak
Az állomást az alábbi vasútvonalak érintik:
- Glasower Damm Ost–Bohnsdorf Süd-vasútvonal
- Grünauer Kreuz–Berlin Brandenburg repülőtér-vasútvonal

## Szomszédos állomások
- Waßmannsdorf station (S-Bahnhof Berlin Spandau, S9)
- Waßmannsdorf station (S-Bahnhof Berlin Südkreuz, S45)
- Long-distance and regional railway station Berlin-Südkreuz (Warnemünde, IC line 17)
- Doberlug-Kirchhain railway station (Dresden Hauptbahnhof, IC line 17)
- Königs Wusterhausen állomás (Königs Wusterhausen állomás, RB 22 (Berlin/Brandenburg))
- Ludwigsfelde-Struveshof station (Potsdam Griebnitzsee railway station, RB 22 (Berlin/Brandenburg))
- Berlin Ostkreuz (Golm station, RB23)
- Blankenfelde station (2022. december 11. – , Wünsdorf-Waldstadt railway station, RB 24 (Berlin/Brandenburg))
- Berlin Ostkreuz (Berlin Hauptbahnhof (tief), RB 32)
- Birkengrund railway station (Ludwigsfelde railway station, RB 32)

## Forgalom
| Járat               | Útvonal | Gyakoriság | Operátor         |
| ------------------- | --- | --- | ---------------- |
| IC 17 RE 17         | (Chemnitz Hbf –) Dresden Hbf – Elsterwerda – Flughafen BER – Berlin Hbf (tief) – Neustrelitz Hbf – Rostock Hbf – Warnemünde RE 17 csak Berlin és Elsterwerda között | 120 percenként | DB Fernverkehr   |
| FEX RB 24 FEX RB 32 | Berlin Hbf – Berlin Gesundbrunnen – Berlin Ostkreuz – Flughafen BER – Blankenfelde – Rangsdorf – Zossen – Wünsdorf-Waldstadt Berlin Hbf – Berlin Gesundbrunnen – Berlin Ostkreuz – Flughafen BER – Birkengrund – Ludwigsfelde | 30 percenként (Berlin Hbf – Flughafen BER) 60 percenként (Flughafen BER – Wünsdorf-Waldstadt, ciklikus résekkel) 60 percenként (Flughafen BER–Ludwigsfelde) | DB Regio         |
| RE 8                | Wismar – Schwerin Hbf – Ludwigslust – Wittenberge – Nauen – Falkensee – Berlin-Spandau – Berlin Zoo – Berlin Hbf – Berlin Friedrichstraße – Berlin Alexanderplatz – Berlin Ostbf – Berlin Ostkreuz – Flughafen BER | 60 percenként (napközben) | ODEG             |
| RE 8                | Berlin-Charlottenburg – Berlin Zoo – Berlin Hbf – Berlin Friedrichstraße – Berlin Alexanderplatz – Berlin Ostbf – Berlin Ostkreuz – Flughafen BER | 60 percenként (éjszaka) | ODEG             |
| RB 22               | Königs Wusterhausen – Flughafen BER – Ludwigsfelde-Struveshof – Potsdam Pirschheide – Golm – Potsdam Hbf | 60 percenként | DB Regio Nordost |
| RB 23               | (Potsdam Golm – P Park Sanssouci – P Charlottenhof – Potsdam Hbf – P Griebnitzsee – Berlin-Wannsee –) Berlin-Charlottenburg – Berlin Zoo – Berlin Hbf – Berlin Friedrichstraße – Berlin Alexanderplatz – Berlin Ostbf – Berlin Ostkreuz – Flughafen BER | 60 percenként (Golm – Berlin-Charlottenburg csak csúcsidőben)                                                                                               | DB Regio Nordost |
|                     | Südkreuz – Tempelhof – Hermannstraße – Neukölln – Köllnische Heide – Baumschulenweg – Schöneweide – Betriebsbahnhof Schöneweide – Adlershof – Altglienicke – Grünbergallee – Flughafen Berlin-Schönefeld \|\| style="text-align:center" \| 20 percenként \|\| style="text-align:center" \| S-Bahn Berlin | |                  |
|                     | Spandau – Stresow – Pichelsberg – Olympiastadion – Heerstraße – Messe Süd – Westkreuz – Charlottenburg – Savignyplatz – Zoologischer Garten – Tiergarten – Bellevue – Hauptbahnhof – Friedrichstraße – Hackescher Markt – Alexanderplatz – Jannowitzbrücke – Ostbahnhof – Warschauer Straße – Treptower Park – Plänterwald – Baumschulenweg – Schöneweide – Betriebsbahnhof Schöneweide – Adlershof – Altglienicke – Grünbergallee – Flughafen Berlin-Schönefeld \|\| style="text-align:center" \| 20 percenként \|\| style="text-align:center" \| S-Bahn Berlin | |                  |
| 2022. december 11.  | | |                  |

## Képgaléria

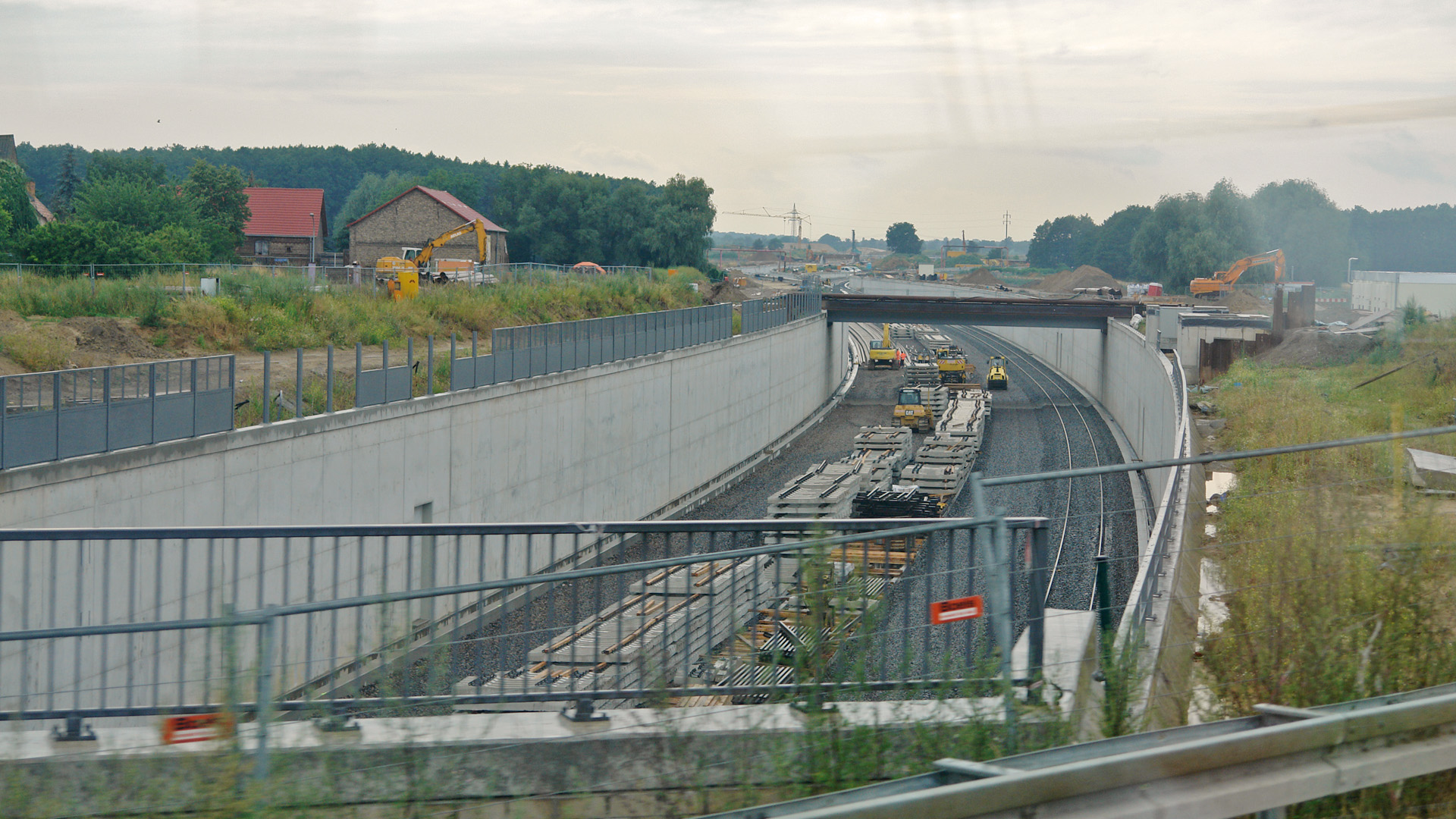
Építési munkák a vasúti alagút bejáratánál 2010 júliusában
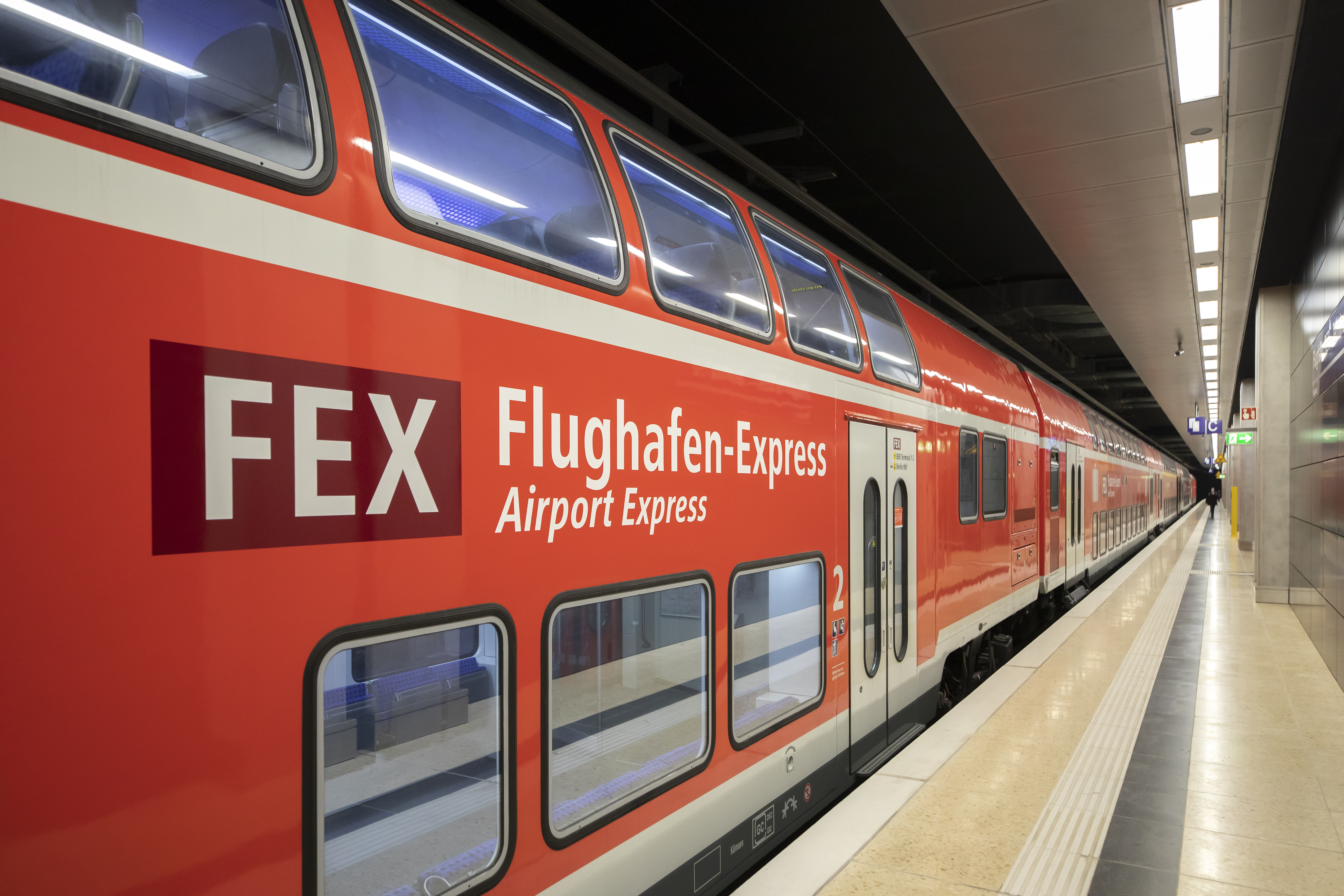
A repülőtéri expresszvonat
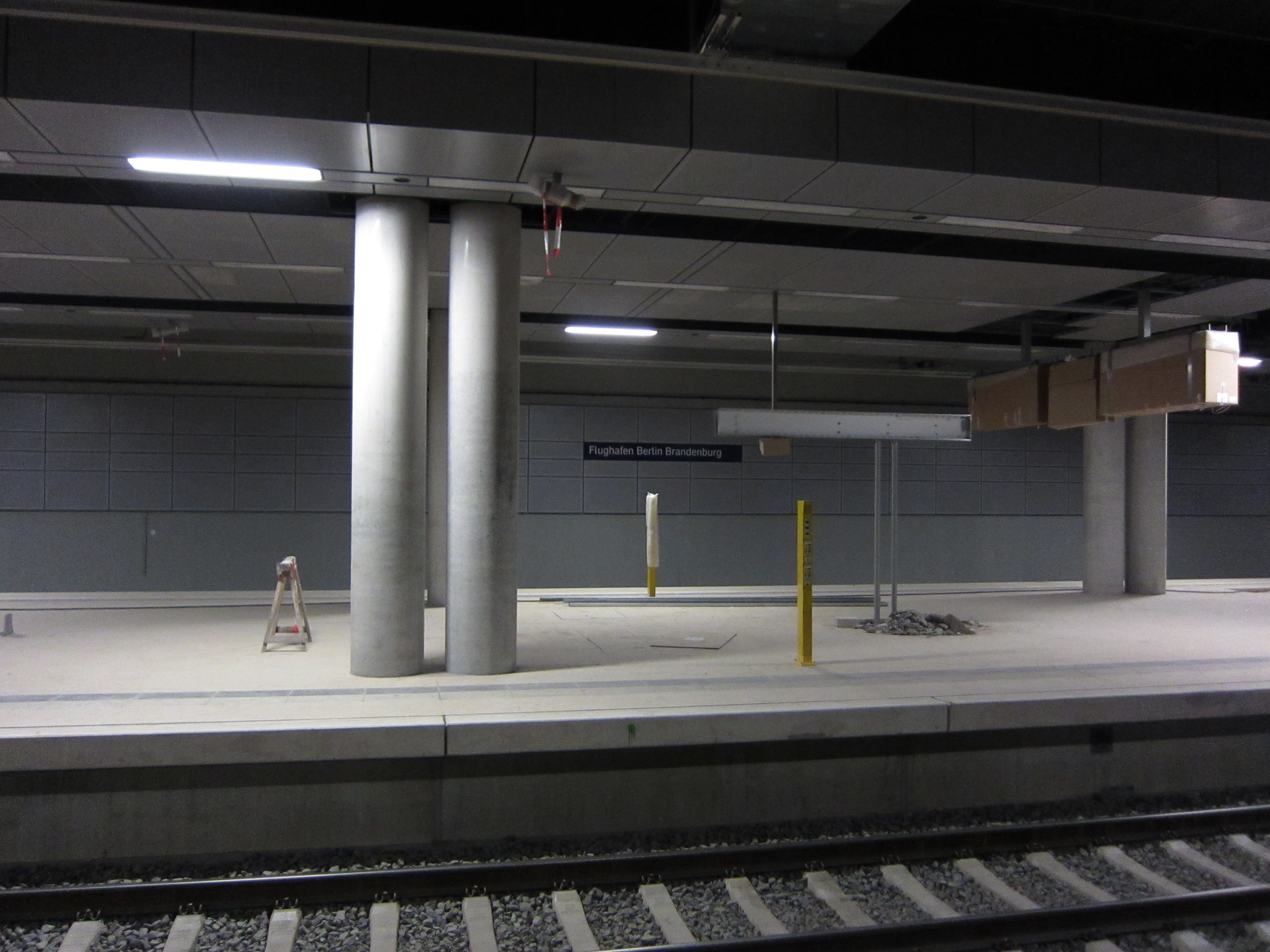
A második peron építése
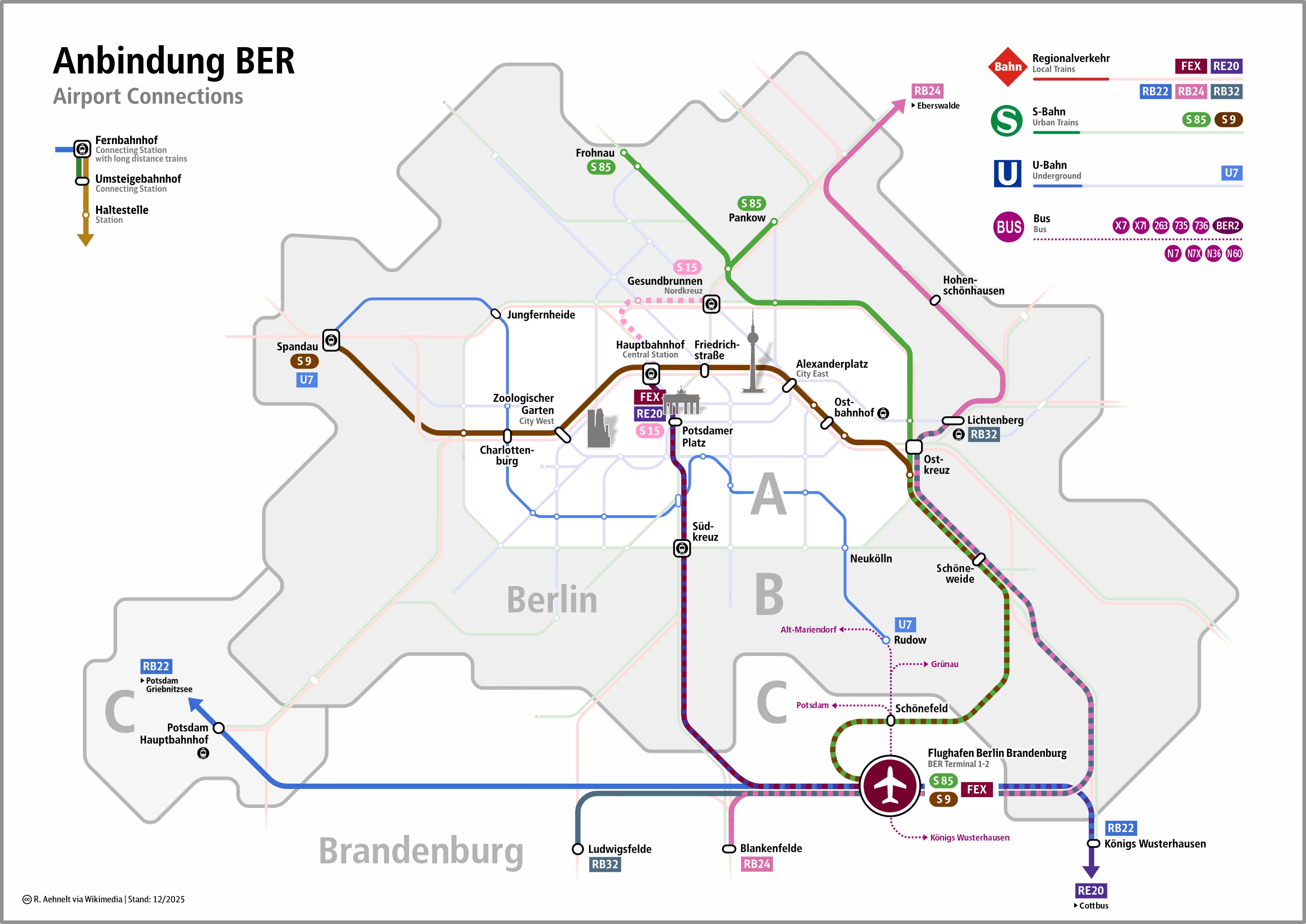
Berlin Brandenburg repülőtér vasúti kapcsolatai